# Jayne Svenungsson
Jayne Svenungsson (Vänersborg, 9 dicembre 1973) è una teologa e scrittrice svedese, entrata a far parte dell'Accademia Svedese dal 2017 fino all'anno successivo.

## Biografia
Jayne Svenungsson ha conseguito il dottorato di ricerca nel 2004 con la tesi di laurea Guds återkomst: En studie av gudsbegreppet inom postmodern filosofi (Il ritorno di Dio: uno studio della nozione di Dio nella filosofia postmoderna) e dal 2015 è professoressa di teologia sistematica all'Università di Lund.
Nel settembre 2017, la Svenungsson è stata eletta membro dell'Accademia svedese e ne ha preso parte dal 20 dicembre 2017, succedendo a Torgny Lindgren al seggio 9, occupando tale seggio fino al 7 novembre 2018 quando ha dato le dimissioni.

## Riconoscimenti
Ha ricevuto nel 2015 il premio Karin Gierow, assegnato dall'Accademia svedese per importanti contributi all'educazione popolare.